# Бюджетен дефицит
Бюджетен дефицит е налице, когато има превишение на бюджетните разходи над бюджетните приходи. Затова се налага да се намерят допълнителни средства, които да покрият тази разлика. Покриването на разликата се нарича финансиране на дефицита. Това може да стане чрез набиране на заемни средства (напр. емитиране на държавни ценни книжа, сключване на облигационен заем с банка/банки и т.н.), приходи от приватизация и концесии, безвъзмездна помощ или др. Покриването на бюджетния дефицит със заемни средства формира държавен дълг.
Когато държавата иска да оказва влияние върху икономиката прави целенасочено конкретни разходи. Тези разходи могат да бъдат най-различни. Например най-видимите разходи са тези за инфраструктура (пътища в натоварени райони, училища и детски градини в бързо разрастващи се населени места, болници, паркове в замърсените градове). Такъв тип разходи на пръв поглед не оказват влияние върху икономиката, но това не е така. Пътищата например подобряват комуникацията и увеличават „скоростта“ (т.е. оборота на фирмите) с която може да работи бизнеса, но тези стимулиращи мерки имат краткосрочно или средносрочно действие.
Бюджетният дефицит увеличава инфлацията косвено, а от своя страна инфлацията увеличава лихвения процент.